# Pakil
Pakil é um município de  quinta classe de renda municipal (d) na província Laguna, nas Filipinas. De acordo com o censo de 1 de maio  de  2020 possui uma população de 23 495 pessoas e 5 841 domicílios.